# Englpolding
Englpolding ist ein Ortsteil der Gemeinde Bockhorn im Landkreis Erding in Oberbayern. 

## Lage
Das Dorf liegt vier Kilometer südlich von Bockhorn. In der Flur entspringt der Kinzlbach, ein rechter Zufluss der Strogen.

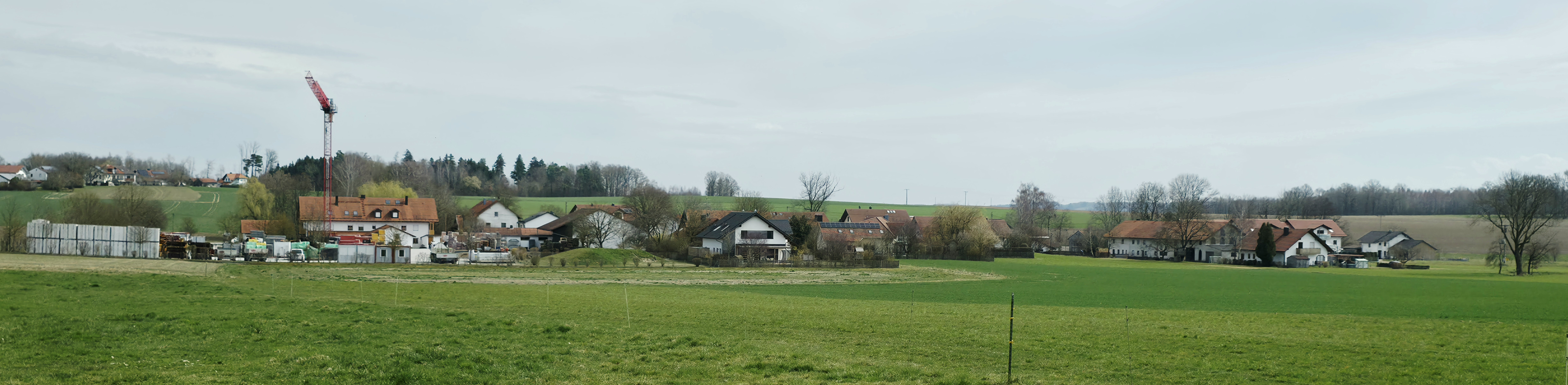
Ortsansicht Englpolding von Westnordwest